# Новосибирский экспериментальный механический завод
Новосибирский экспериментальный механический завод (НЭМЗ) — завод расположенный в Октябрьском районе Новосибирска. Основан в 1962 году. Производит нестандартное оборудование для хлебопекарных предприятий.

## Продукция
Завод выпускает различное оборудование для предприятий хлебопекарной промышленности: заварочные и тестомесильные машины, просеиватели муки, металлические листы и формы для выпечки хлеба, кондитерских изделий и т. д.

## Руководители
- М. Н. Кочубей (1963—1973)
- С. Е. Суменков (1974)
- В. С. Головизин (1974—1976)
- В. М. Баранов (1976—1983)
- В. П. Гаврюк (1983—1990)
- А. В. Шаповалов (1990—1991)
- В. И. Гришко (с 1991)[1]